# (916) America
(916) America est un astéroïde évoluant dans la ceinture principale, découvert le 7 août 1915 par l'astronome russe Grigori Néouïmine depuis l'observatoire de Simeiz.
Son nom, donné en 1923 par un conseil d'astronomes à l'observatoire de Poulkovo, est une référence au continent américain, probablement en remerciement de l'aide américaine, organisée par Herbert Hoover, vers l'Europe centrale où sévissait la famine en 1921.